# Lois Collier
Lois Collier (21 de marzo de 1919 - 27 de octubre de 1999) fue una actriz de cine y televisión estadounidense.

## Biografía
Nació en Salley (Carolina del Sur) bajo el nombre de Madelyn Jones. Su carrera como actriz comenzó en 1938, cuando participó con un pequeño rol en la cinta A Desperate Adventure, protagonizada por Ramon Novarro y Marian Marsh. Entre 1940 y 1949 tuvo un periodo muy activo, participando en varias películas de serie B, casi siempre como una heroína. Durante aquellos años compartió pantalla con estrellas del western como Bob Steele, Tom Tyler y Dennis Moore. En 1950 protagonizó la serial de ciencia ficción The Flying Disc Man From Mars. Entre 1950 y 1957 participó en diversas series de televisión, destacando Boston Blackie, donde actuó en 58 episodios. Collier se retiró de la actuación en 1957. 
Falleció de mal de Alzheimer el 27 de octubre de 1999, en el distrito de Woodland Hills (Los Ángeles).